# Steve Harley & Cockney Rebel
Steve Harley & Cockney Rebel es un grupo de rock inglés de principios de los años 70. Su música comprende un rango de estilos que va desde el pop hasta el rock progresivo. Ha tenido cinco álbumes en la UK Albums Chart y doce sencillos en la UK Singles Chart.

## Carrera
Steve Harley creció en el área de New Cross, Londres y acudió a la Haberdashers' Aske's Hatcham College. Su carrera musical comenzó a finales de los años 1960 cuando actuaba en la calle (con John Crocker, también conocido como Jean-Paul Crocker) e interpretaba sus propias canciones, muchas de las cuales fueron grabadas más tarde por él y la banda. Tras una temporada como reportero musical, la formación original del grupo se formó cuando Harley contactó con su excompañero de música folk Crocker (viola de arco / mandolina / guitarra) en 1972. Crocker acababa de terminar un pequeño periodo con el grupo de folk Trees y juntos contactaron y probaron al batería Stuart Elliott, al bajista Paul Jeffreys, y al guitarrista Nick Jones. Esta formación tocó uno de los primeros conciertos del grupo en el Roundhouse de Chalk Farm, Londres, el 23 de julio de 1972 telonando a The Jeff Beck Group. Nick fue rápidamente sustituido por el guitarrista Pete Newnham pero Steve sintió que el sonido del grupo no necesitaba una guitarra eléctrica y se asentaron en la combinación del violín eléctrico de Cocker y el piano Rhodes del teclista Milton Reame-James para compartir el liderazgo. El grupo firmó con EMI tras tocar cinco conciertos. Su primer sencillo, "Sebastian", fue un éxito inmediato en Europa, si bien no consiguió entrar en las listas de éxitos del Reino Unido UK Singles Chart. Su álbum debut, The Human Menagerie, se editó en 1973. Si bien no fue un éxito comercial, atrajeron a cierta cantidad de seguidores en Londres.
Harley comenzó a irritar a un segmento significativo de la prensa musical con su auto-engrandecimiento, incluso cuando su música recibía buenas críticas y estaba ganando una mayor audiencia. Esto se hizo patente cuando Harley empezó a considerar al grupo como un acompañamiento de su propia agenda, y existían signos de que la cosa no iba a durar mucho, a pesar de haber tenido un gran éxito con su segundo sencillo, "Judy Teen". En mayo de 1974, la revista de música británica, NME informó que Cockney Rebel iban a comenzar su primera gira por Reino Unido, cuyo punto culminante era un concierto en el Victoria Palace Theatre de Londres en 23 de junio. Después se produjo el álbum The Psychomodo. En 1995 se editó el álbum Live at the BBC que incluía material grabado durante una transmisión de 1974 en la BBC Radio 1. Tras el sencillo europeo para "Psychomodo", se extrajo un segundo sencillo del álbum, "Mr. Soft", que también fue un éxito. "Tumbling Down" también se editó en América como sencillo promocional. En este tiempo los problemas internos del grupo llegaron a su máximo, y todos los músicos, con la única excepción del batería Elliott, dejaron el grupo al final de la fructuosa gira británica. Crocker continuó escribiendo canciones y tocando, creando un dueto con su hermano. Tras un pequeño periodo con Be Bop Deluxe en 1974, Reame-James y Jeffreys formaron el grupo Chartreuse en 1976.
La siguiente aparición de Harley en la BBC fue en el programa Top of the Pops y se hizo con músicos de sesión más Francis Monkman y B. A. Robertson. El sencillo "Big Big Deal" se editó en 1974 y fue retirado casi inmediatamente.
De aquí en adelante, el grupo era tan solo un nombre, siendo más o menos un proyecto en solitario de Harley. En 1974, un nuevo álbum, The Best Years of Our Lives se editó, producido por el ingeniero de sonido de The Beatles, Alan Parsons. Incluía el tema "Make Me Smile (Come Up and See Me)" que alcanzó la posición #1 en la lista de sencillos de éxito en Reino Unido en febrero de 1975, convirtiéndose además en el éxito del grupo con mayor ventas. Vendió más de un millón de copias en todo el mundo. Entre las coristas de este tema estaba la que luego se convertiría en cantante famosa, Tina Charles. Tras cambiar el nombre de Cockney Rebel a Steve Harley & Cockney Rebel para el éxito #1, la degeneración fue rápida. En una entrevista grabada en 2002, Harley describió las letras del tema como una venganza contra los exmiembros del grupo que, como él sentía, le habían abandonado - un hecho no muy obvio teniendo en cuenta el aparentemente feliz estribillo. Bill Nelson, de cuya banda Be Bop Deluxe Jeffreys y Reame-James habían salido, confirma esta historia.
Otro sencillo de ese álbum, "Mr. Raffles (Man, It Was Mean)" llegó al Top 20, y el siguiente álbum, Timeless Flight, también llegó al Top20, si bien los dos sencillos, "Black or White" y "White, White Dove" no llegaron a entrar en las listas. Tras 1975, Harley intentó recrear el éxito logrado con "Make Me Smile" y desapareció de la fama, y Cockney Rebel eventualmente se deshizo. El grupo logró un sorpresivo Top 10 en el verano de 1976 con la versión de "Here Comes the Sun". Éste fue seguido por el sencillo Top 50 "(I Believe) Love's a Prima Donna" y el álbum Love's a Prima Donna. Tras la ruptura de la banda, Harley colaboró con su voz en la canción de The Alan Parsons Project "The Voice" de su disco de 1977 I Robot. 
Harley editó dos álbumes en solitario a finales de los años 1970: Hobo with a Grin (1978) de donde se extrajeron dos sencillos, "Roll the Dice" y "Someone's Coming", y The Candidate (1979). De este segundo disco se extrajo "Freedom's Prisoner", con la que tuvo una tímida vuelta a las listas de éxitos en Reino Unido. Tras esto, una pequeña aparición en los años 1980 con la canción de Andrew Lloyd Webber The Phantom of the Opera, El sencillo de 1982 "I Can't Even Touch You" se editó por Harley bajo el nombre del grupo, así como el sencillo (de poco éxito) de 1983 "Ballerina (Prima Donna)", que estaba acreditado bajo el nombre del grupo en ambas caras del disco de vinilo, si bien la portada solo se acreditaba a Harley. En 1986, Harley editó dos sencillos para RAK; "Irresistible" y "Heartbeat Like Thunder". Harley comenzó a girar de nuevo con sus canciones de Cockney Rebel a finales de los 80s y los años 1990.
El bajista original del Cockney Rebel, Paul Jeffreys, fue una de las víctimas del atentado al Vuelo 103 de Pan Am en 1988. Volaba con su esposa en su viaje de luna de miel.
En abril de 1990, Harley y algunos de los miembros fundadores de Cockney Rebel Mark II se unieron en un nuevo grupo llamado Raffles United, tocando cuatro noches consecutivas en un pub en Sudbury, Londres.
Harley ha editado varios discos en solitario desde Yes You Can en 1992 (incluyendo los sencillos "Irresistible" y "Star for a Week (Dino)"), Poetic Justice en 1996, y más recientemento, The Quality of Mercy en 2005 (que incluye los sencillos "A Friend for Life" y "The Last Goodbye"), primero desde los años 1970 en se editado bajo el nombre de Cockney Rebel. Él ha bautizado a su banda de gira actual como 'Cockney Rebel Mark III' – si bien solo dos de los miembros originales (Harley y Elliot) continúan en el grupo. Además se editó en 2004 el álbum en directo acústico Anytime!.
Dos de sus mayores éxitos aparecieron en la televisión británica en los años 1990: "Make Me Smile" para Carlsberg Lager en 1995, que propició el retorno del tema al Top 40 en Reino Unido; y "Mr Soft" para Trebor Softmints entre 1987 y 1994."Make Me Smile" se usó de nuevo en un anuncio de 2005 para Marks & Spencer. También se usó para la banda sonora de la película de 1997 The Full Monty y en el film de 1998 sobre el glam rock Velvet Goldmine (usado en los títulos de crédito finales). En 1999 se editó la recopilación The Cream of Steve Harley & Cockney Rebel.
De 1999 a 2008 Harley presentó en la BBC Radio 2 un programa llamado Sounds of the 70s.
En 2006 EMI editó un álbum de recopilación en formato caja de discos compactos con los trabajos de Harley tanto para Cockney Rebel como en solitario, titulado The Cockney Rebel - A Steve Harley Anthology.
El 25 de julio de 2007 actuaron en Varsovia, Polonia, y el 28 de julio en San Petersburgo, Rusia, abriendo conciertos para The Rolling Stones en ambos casos.
En 2007, la canción Make Me Smile se usó en un anuncio publicitario para la lotería nacional noruega, Norsk Tipping, que se hizo bastante popular en Noruega.
El teclista original, Reame-James, se ha unido a James Staddon, Phil Beer y Robbie Johnson para crear 'Banana Rebel', con quienes ha editado un disco compacto, Top Banana, disponible desde su página oficial.
En 2010, Steve Harley y Cockney Rebel comenzaron una nueva gira, con fechas confirmadas en Inglaterra, Irlanda e Irlande del Norte. La gira aprovecha la salida al mercado de un nuevo disco de estudio, Stranger Comes to Town. En octubre de 2012 se editó un álbum de recopilación antológica en formato de caja con cuatro discos compactos llamado Cavaliers: An Anthology 1973-1974, con la carrera discográfica de la formación original de Cockney Rebel. El 24 de noviembre de 2012 el grupo, con la colaboración de la Orchestra of the Swan y un coro, tocaron en su totalidad por primera vez los dos primeros álbumes del grupo, The Human Menagerie y The Psychomodo. De estas actuaciones se publicó en octubre de 2013 un doble disco compacto y un DVD, titulado Birmingham.

## Miembros
Actuales
- Steve Harley – voces, guitarras (1972–1977, 1998–2024)
- Stuart Elliott – batería (1972–1977, 1998–presente)
- Robbie Gladwell – guitarras, voces (1998–presente)

Anteriores
- John Crocker – violín, mandolina, guitarra (1972–1974)
- Paul Jeffreys – bajo (1972–1974; muerto en 1988)
- Nick Jones – guitarra (1972)
- Pete Newnham – guitarra (1972)
- Milton Reame-James – teclados (1972–1974)
- Jim Cregan – guitarra (1975–1977)
- George Ford – bajo (1975–1977)
- Duncan Mackay – teclados (1975–1977)
- Jo Partridge – guitarra (1976–1977)
- Lincoln Anderson – bajo (2001–2014) muerto 5.30pm el 4 de septiembre de 2014

## Discografía
Cockney Rebel
- The Human Menagerie (1973)
- The Psychomodo (1974)

Steve Harley & Cockney Rebel
- The Best Years of Our Lives (1975)
- Timeless Flight (1976)
- Love's a Prima Donna (1976)
- The Quality of Mercy (2005)